# مایک وکر (تنیس‌باز)
مایک وکر (انگلیسی: Mike Walker؛ زاده ۲۱ آوریل ۱۹۶۶) یک تنیس‌باز بازنشسته اهل بریتانیا است.